# 펜실베이니아역 (뉴어크)

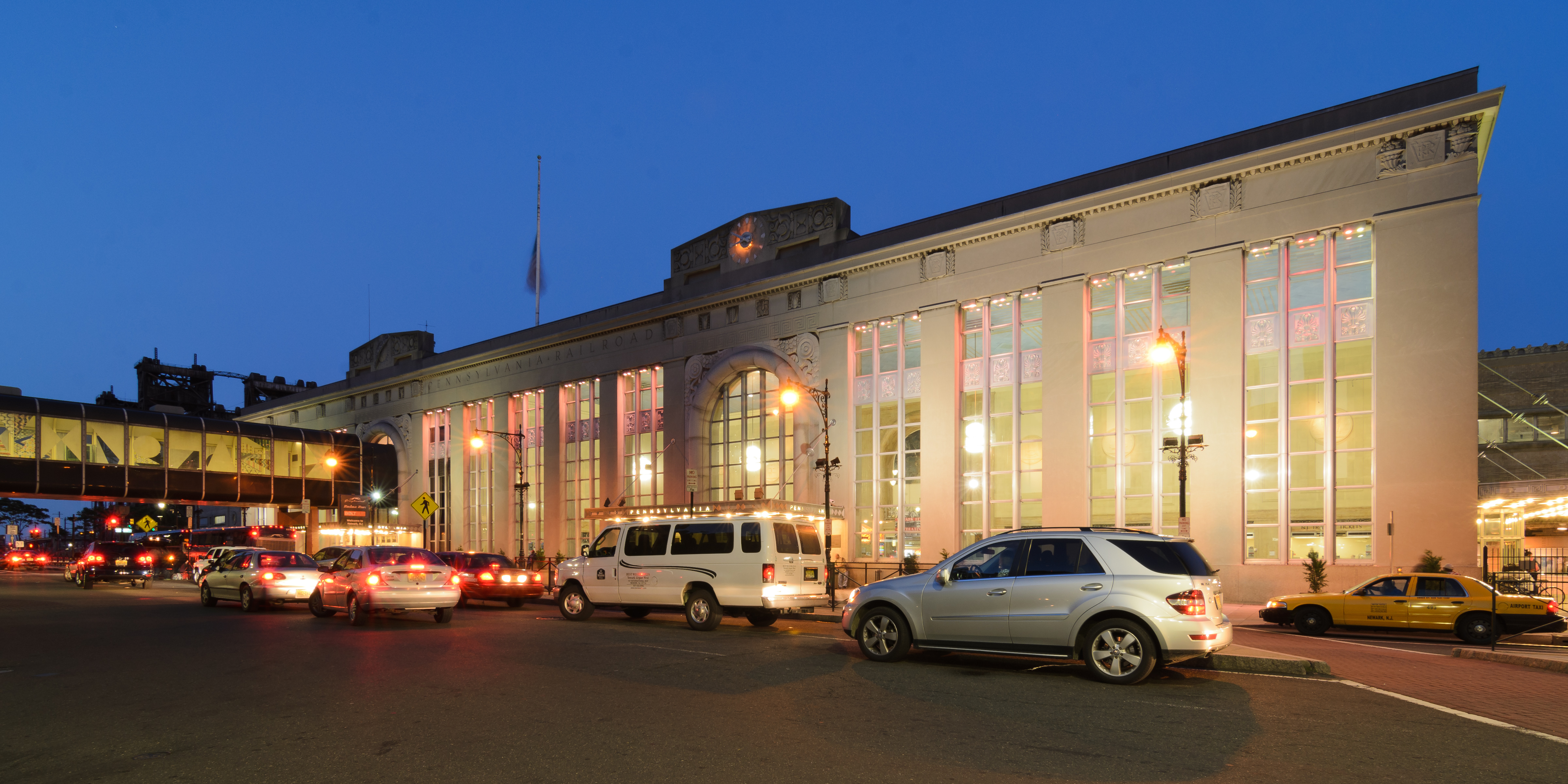
펜실베이니아역 입구

펜실베이니아 역(영어: Pennsylvania Station) 또는 뉴어크 펜역(영어: Newark Penn Station)은 미국 뉴저지주의 뉴어크(Newark)에 있는 복합 여객 터미널이다.
뉴욕 메트로폴리탄 지역의 주요 교통 허브중 하나인 뉴어크 펜 역(Newark Penn Station)은 여러 철도 및 버스 운송 업체의 서비스를 제공하므로 북미에서 7 번째로 붐비는 철도역이자 뉴욕 지역에서 4 번째로 붐비는 철도역이다.  레이몬드 플라자(Raymond Plaza)에 위치한 마켓 스트리트(Market Street)와 레이몬드 블루바드(Raymond Boulevard) 사이에는 뉴어크 라이트 레일(Newark Light Rail),  3 개의 NJ Transit 통근 철도 노선, PATH(Port Authority Trans-Hudson) 고속 대중 교통 시스템 및 암트랙(Amtrak)의 노스이스트 코리더(Northeast Corridor) 서비스 11 개(아셀라 익스프레스(Acela Express) 포함)가 대중 교통 서비스를 제공하고있다. 역은 또한 뉴어크(Newark)의 주요 시외 버스 터미널이기도 하다. 그레이하운드, 볼트 버스(Bolt Bus) 및 풀링턴 트레일웨이(Fullington Trailways)가 운행한다. 또한 NJTRO(NJ Transit Bus Operations) 및 코치 USA(Coach USA,Orange-Newark-Elizabeth)에서 운영하는 33 개의 지역 및 지역 버스 노선이 운행한다.

## 같이 보기
- 펜실베이니아역